# Kikwit
Kikwit är en stad i provinsen Kwilu i västra Kongo-Kinshasa, vid Kwangos biflod Kwilu. Staden har cirka 1 326 000 invånare (2016), och ligger 400 km ostsydost om Kinshasa. Den är en flodhamn och ett handelscenter, och har en flygplats.
1995 fick staden relativt stor internationell uppmärksamhet, då den dödliga ebolaepidemin började spridas därifrån. Många internationella forskare åkte till staden, dock i första hand för att studera viruset bakom sjukdomen – inte för att hjälpa de drabbade. 